# دوغلاس بيترز (عالم)
دوغلاس بيترز (بالإنجليزية: Douglas Peters)‏ (و. 1930 – م) هو عالم اقتصاد، وسياسي، ومصرفي، من كندا، هو عضوٌ في حزب الأحرار الكندي.

## مناصب
تولى منصب عضو مجلس العموم الكندي.

## التعليم
تعلم في جامعة كوينز، وجامعة بنسلفانيا، وكلية وارتون لإدارة الأعمال.